# رابطة لا ليتشه
رابطة لا ليتشه الدولية (بالإنجليزية: La Leche League International, LLLI)‏، من الإسبانية leche بمعنى «حليب»، هي منظمة غير ربحية تقوم بتقديم معلومات للأمهات اللواتي يردن إرضاع أطفالهن، وتشجيع ونشر الرضاعة الطبيعية. تأسست المنظمة عام 1956 في الولايات المتحدة الأمريكية وتنشط في حوالي 60 دولة.
لرابطة لا ليتشه الدولية خبرة معترف بها دوليا في مجال الرضاعة الطبيعية. كما أنها عضو استشاري للأمم المتحدة ومنظمة الصحة العالمية. تقوم أيضا بنشر خبراتها في هذا المجال من خلال طبع منشورات بأكثر من 30 لغة.

## وصلات خارجية
- الموقع الرسمي (باللغة الإنجليزية)